# Kleinlappen

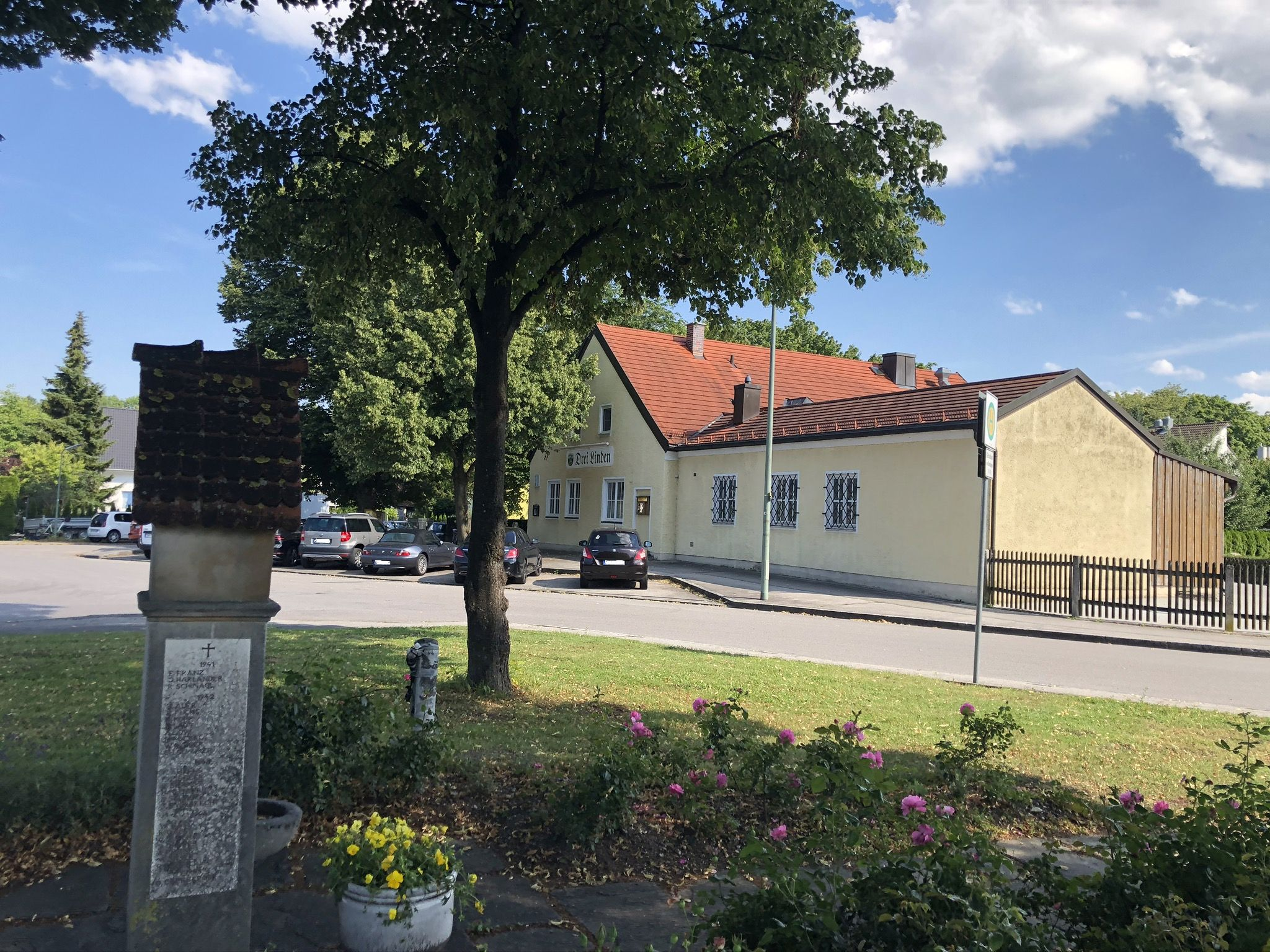
Zentraler Platz in Kleinlappen an der Kulturheimstraße mit der Gaststätte Drei Linden

Kleinlappen ist ein Münchner Stadtviertel im Stadtteil Freimann (Stadtbezirk 12 – Schwabing-Freimann). Es ging aus der kleinen Ortschaft Lappen hervor, die erstmals 1167 bis 1170/71 noch als Louppen erwähnt wurde. Die Bedeutung des Namens stammt wahrscheinlich von dem Wort „Labach“, was für eine morastige Gegend steht. Möglich wäre aber auch, dass sich der Ortsname vom mittelalterlichen „loub“, dem Laubwald, ableitet.

## Lage
Das Stadtviertel liegt östlich der Autobahn A9 und der noch heute bewirtschafteten Felder des Gutes Großlappen. Östlich markiert der Schwabinger Bach beziehungsweise weiter südlich die Sondermeierstraße die Grenze. Im Süden wird Kleinlappen begrenzt durch die Heidemannstraße sowie den Emmerigweg (der Tennispark St. Florian liegt noch auf ehemaliger Kleinlappener Flur). Es endet im Norden am Klärwerk Gut Großlappen.

## Geschichte
Kleinlappen ging aus der erstmals zwischen 1167 und 1171 erwähnten Ortschaft Lappen hervor. Der damalige Besitzer Georg Pubnhöfer geriet in finanzielle Schwierigkeiten und erhielt deswegen am 2. Oktober 1798 vom Stift St. Paul die Erlaubnis, die Schwaige Lappen zu teilen. Den größeren Teil Lappens, der nun Großlappen genannt wurde, übernahm im Jahre 1799 Graf von Portia. Den kleineren Teil erwarb der Reichsgraf von Oberndorf, der ihm den Namen Auffelden gab. Dieser Ortsteil wird später Kleinlappen genannt, manchmal auch Oberndorf (nach dem ersten Besitzer) oder Freistatt. Die ehemaligen Gutsgebäude lagen nördlich und südlich des heutigen Josef-Wirth-Wegs, gleich westlich der heutigen Freisinger Landstraße (damals verlief dort noch der Schleißheimer Kanal). 
Mitte des 19. Jahrhunderts wurde das gesamte Anwesen mit dem Freimanner Schererhof zusammengelegt und ging 1888 in den Besitz von Heinrich Groh über. Als dieser die Landwirtschaft aufgab, verkaufte er die Grundstücke nach und nach. So entstand  die Papierfabrik Josef Wirth, deren Pappmaschinen durch die Wasserkraft des nahen Garchinger Mühlbachs betrieben wurden. Die Fabrik lag auf Höhe des Gutes Kleinlappen, östlich der heutigen Freisinger Landstraße. 1921 waren dort 25 Mitarbeiter beschäftigt. 1945 sollten in der Papiermühle die Karteikarten aller NSDAP-Mitglieder Deutschlands vernichtet werden. Dies geschah jedoch nicht, stattdessen ging die Kartei an das Berlin Document Center und wurde ein wichtiges Werkzeug zur Entnazifizierung.
Ab dem 18. Mai 1932 entstanden in unmittelbarer Nähe der ehemaligen Gutshäuser Kleinlappens 193 Häuser an neu angelegten Straßen, die von Arbeitslosen und Kurzarbeitern im Rahmen des Kleinsiedlungsprogramms unentgeltlich und ohne Maschinen errichtet wurden. Im Gegenzug erhielten sie nach Fertigstellung der sogenannten Reichskleinsiedlung Freimann eines der Häuser mit dem dazugehörigen Garten, der mit Gartenbau und Tierhaltung die Versorgung der armen Familien gewährleisten sollte. Die kellerlosen Häuser waren alle nach dem gleichen Bauplan errichtet worden und waren mit nur 6,9 m auf 7,6 m recht klein. Im Erdgeschoss gab es neben einem Schlafzimmer eine Wohnküche, aber auch einen Stall inklusive Trockenabort, eine Treppe führte dann in den Dachboden. Die Siedlung erstreckt sich von der heutigen Heidemannstraße im Süden bis zum heutigen Josef-Wirth-Weg im Norden, der damals noch Wildshuter Straße genannt wurde. Im Osten wird sie durch die heutige Freisinger Landstraße begrenzt.

## Kleinlappen heute

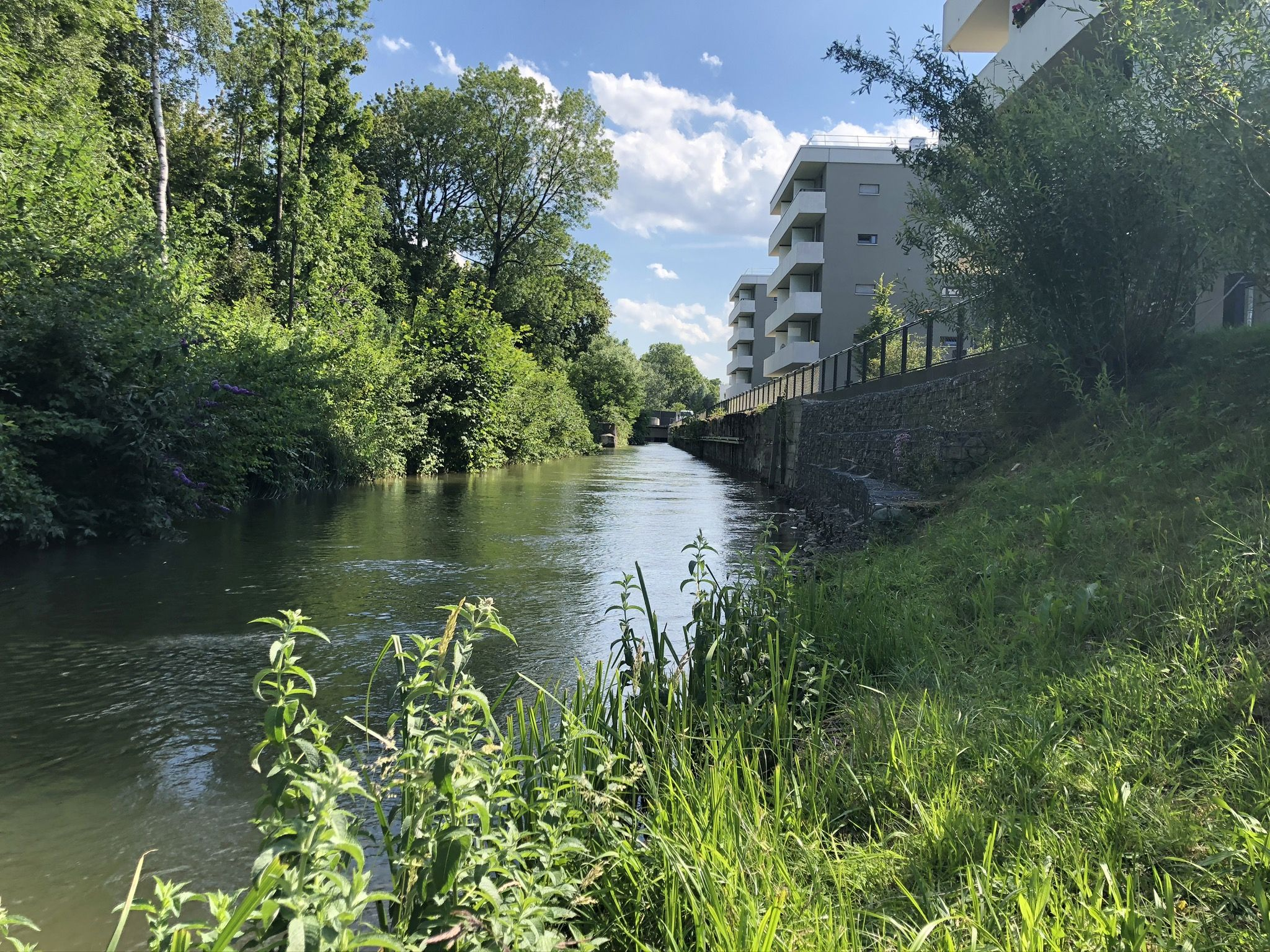
Neubauten am Mühlbach auf dem Gelände der ehemaligen Papierfabrik Josef Wirth

Die Reichskleinsiedlung Freimann wird heute einfach nur noch Kleinlappen genannt, die einfachen Häuser aus der Entstehungszeit sind bis auf wenige Ausnahmen mittlerweile verschwunden. Im Zentrum befindet sich ein kleiner Platz mit Kriegerdenkmal und der Gaststätte Drei Linden. Die Papierfabrik Josef Wirth wurde abgerissen und auf dem Gelände ein neues Wohngebiet mit Gewerbeeinheiten errichtet. Im Norden befindet sich die Kleingartenanlage NO 60.